# Witold Maliszewski

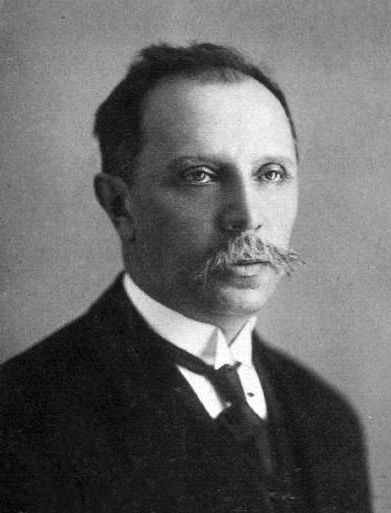
Witold Maliszewski

Witold Maliszewski (* 8. Juli 1873 in Mohyliw-Podilskyj; † 18. Juli 1939 in Zalesie, Stare Babice) war ein polnischer Komponist und Musikpädagoge.

## Leben und Wirken
Maliszewski studierte am Sankt Petersburger Konservatorium bei Nikolai Rimski-Korsakow und leitete von 1908 bis 1921 das Konservatorium von Odessa, das er gegründet hatte. Danach unterrichtete er bis 1925 und ab 1931 Komposition am Konservatorium in Warschau. Von 1925 bis 1927 leitete er die Musikschule Fryderyk Chopin. Sein bekanntester Schüler war Witold Lutosławski, weitere Schüler sind Mykola Vilinsky, Bolesław Woytowicz, Feliks Roderyk Łabuński und Feliks Rybicki.
Maliszewski komponierte fünf Sinfonien, eine Orchesterfantasie, ein Klavierkonzert (1938), eine Suite für Cello und Orchester, kammermusikalische Werke, eine Missa Pontificalis und ein Requiem (beide 1930).